# Abagrotis scopeops
Abagrotis scopeops là một loài bướm đêm thuộc họ Noctuidae. Nó được tìm thấy ở miền nam British Columbia, phía nam qua miền tây Montana, Idaho, Utah và Nevada xuống tới miền nam California.
Sải cánh dài khoảng 36 mm. Con trưởng thành bay vào đầu thu.